# Thymus arsenijevii
Thymus arsenijevii là một loài thực vật có hoa trong họ Hoa môi. Loài này được Klokov miêu tả khoa học đầu tiên năm 1954.